# Füge (település)
Füge (románul Figa) település Romániában, Beszterce-Naszód megyében.

## Fekvése
Beszterce-Naszód megye nyugati részén, Bethlentől 7 km-re délre, Besztercétől 42 km-re nyugatra található.

## Népessége
1850-ben 290 lakosából 277 román, 10 cigány és 3 zsidó volt.
1910-ben már 457 fő lakta a települést, ebből 396 román, 57 cigány és 4 magyar nemzetiségűnek vallotta magát.
2002-ben 474 lakosából 408 román, 64 cigány és 2 fő magyar volt.

## Története
1305-ben említik először a források Fige néven, ekkor az Apafi család birtoka volt, de 1493-ban már a Bethlen család birtokát képezte. Egy 1587-es említés szerint a bethleni uradalomhoz tartozott.
A trianoni békeszerződésig Szolnok-Doboka vármegye Bethleni járásához tartozott. 1940-ben a második bécsi döntés visszaítélte Magyarországnak, de 1944-től újra Románia része.

## Nevezetességek
A Bethlen keleti határától 1 kilométerre délre, Fügétől 1 kilométerre északra sósfürdő található, melynek területén a bronzkorban, a vaskorban és kora középkorban sóbánya működött. A fürdőt 2010-11-ben európai uniós forrásokból újították fel.